# Долговское (Курганская область)
Долговское — село в Каргапольском районе Курганской области. Административный центр Долговского сельсовета.

## Географическое положение
Расположено на берегу реки Миасс в 19 км к юго-западу от Каргаполья и в 80 км к северо-западу от города Кургана.

## История
До 1917 года в составе Бакланской волости Шадринского уезда Пермской губернии. По данным на 1926 год состояло из 436 хозяйств. В административном отношении являлось центром Долговского сельсовета Каргапольского района Шадринского округа Уральской области.

## Инфраструктура
- Дом культуры
- МКОУ Долговская средняя общеобразовательная школа

## Население
| 1989 | 2002  | 2010  |
| ---- | ----- | ----- |
| 1262 | ↘1147 | ↘1085 |

По данным переписи 1926 года в селе проживало 1975 человек (892 мужчины и 1083 женщины), в том числе: русские составляли 100 % населения.